# Tumorlysesyndroom
Het tumorlysesyndroom (of tumorlysissyndroom, TLS) is een groep (potentieel dodelijke) complicaties van de stofwisseling die voorkomen doordat een groot aantal tumorcellen in de bloedsomloop terechtkomt. Het syndroom ontstaat voornamelijk tijdens de behandeling van vormen van kanker, zoals gedurende of kort na chemotherapie. Vooral bij de behandeling van hematologische vormen van kanker (vormen van leukemie en (kwaadaardige) lymfomen) loopt de patiënt een verhoogd risico op deze groep complicaties.
Complicaties die behoren tot deze groep:
- (acuut) nierfalen
- hypercalciëmie en hypocalciëmie
- hyperfosfatemie
- hyperurikemie en hypo-urikemie

## Voorzorgsmaatregelen
Voldoende hydratatie. 